# Peter Ijeh
Peter Ijeh (Lagos, 28 marzo 1977) è un allenatore di calcio ed ex calciatore nigeriano, di ruolo attaccante.

## Biografia
È membro dell'associazione cristiana norvegese Kristen Idrettskontakt (KRIK).

## Carriera

### Giocatore

#### Club
Dopo aver giocato per il Nitel e per lo Julius Berger in patria, passò agli svedesi del Malmö. Debuttò nella Allsvenskan il 21 aprile 2001, andando anche a segno nel 4-0 inflitto al Djurgården. Fu capocannoniere del campionato 2002, con 24 reti. Nel 2003, restò fuori a lungo per un infortunio alla gamba, ma riuscì lo stesso a realizzare 10 gol. Alla fine dell'anno, passò al Göteborg a parametro zero, come grande acquisto del club per il 100º anniversario dalla fondazione. Esordì in squadra il 4 aprile 2004, nel pareggio a reti inviolate contro il Kalmar. Dovette attendere fino al 10 maggio per la prima marcatura, grazie alla trasformazione di un calcio di rigore nel successo per 2-1 contro lo Helsingborg. Comunque sia, in questa squadra non riuscì a ripetere i fasti dell'avventura al Malmö. Nel frattempo, dopo un'indagine, risultò illegale il suo trasferimento al Göteborg, per evasione fiscale. Sia lo stesso club che i calciatori Ijeh e Stefan Selakovic furono però assolti da ogni accusa.

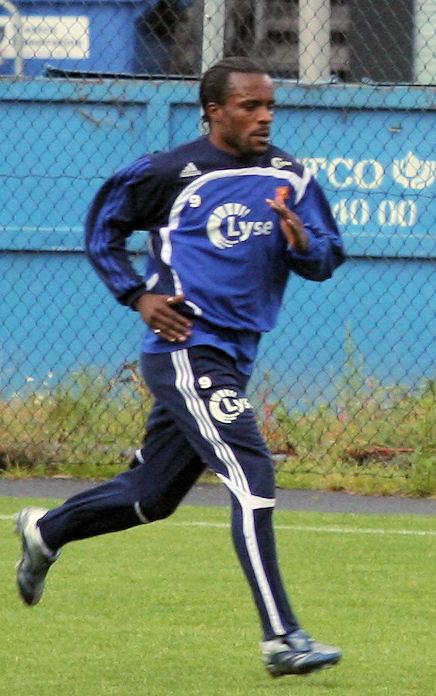
Ijeh in allenamento col Viking.

 Il calciatore passò poi al Copenaghen. Il primo incontro nella Superligaen fu datato 24 luglio 2005, con la vittoria per 2-0 sullo Horsens. Il 7 agosto arrivò la prima realizzazione, nel pareggio casalingo per 1-1 contro lo Aarhus. Non riuscì però a conquistare un posto stabile da titolare. Il 14 giugno 2006 fu reso noto il suo trasferimento ai norvegesi del Viking. Esordì nella Tippeligaen il 2 luglio, segnando anche una rete nella sconfitta per 3-1 contro il Rosenborg. Il 5 novembre 2006 segnò una quaterna nel 5-0 sul Brann. Nello stesso incontro, fu sempre Ijeh a provocare l'autorete di Kristján Örn Sigurðsson, grazie alla sua pressione. Contribuì, con 11 reti in 15 partite, alla salvezza della squadra nel campionato 2006.
Il nigeriano rimase in squadra fino alla fine del campionato 2009. L'8 marzo 2010, infatti, si legò al Syrianska, squadra svedese della Superettan. Il 23 ottobre, una sua doppietta permise la promozione della squadra nella Allsvenskan, per la prima volta nella sua storia. Totalizzò 17 marcature in quel campionato. Il 3 aprile 2011, siglò la prima marcatura della storia del Syrianska nella massima divisione, nel pareggio per 1-1 contro il Gefle.
Il 12 dicembre 2011 firmò per il GAIS. A fine stagione, si ritrovò svincolato.

#### Nazionale
Ijeh giocò una partita per la Nigeria. Giocò, infatti, nell'incontro amichevole contro la Giamaica, terminato con il punteggio di 0-0.

### Allenatore
L'11 novembre 2013, fu nominato nuovo allenatore dell'Assyriska BK, che guidò nella quarta serie nazionale durante la stagione 2014.

## Palmarès

### Giocatore

#### Competizioni nazionali
- Campionato danese: 1

Copenhagen: 2005-2006

#### Competizioni internazionali
- Royal League: 1

Copenhagen: 2005-2006